# Curtara blancoi
Curtara blancoi är en insektsart som beskrevs av Freytag och Carlo 1991. Curtara blancoi ingår i släktet Curtara och familjen dvärgstritar. Inga underarter finns listade i Catalogue of Life.